# مسئولیت روشنفکری
مسئولیت روشنفکری (همچنین به عنوان مسئولیت شناختی شناخته می‌شود) یک مفهوم فلسفی است که با نظریه توجیه مرتبط است. به گفته فردریک اف. اشمیت، «مفهوم باور موجه به عنوان یک باور مسئول شناختی، توسط تعدادی از فیلسوفان از جمله رودریک چیشولم (۱۹۷۷)، هیلاری کورنبلیت (۱۹۸۳)، و کد لورن (۱۹۸۳) تصدیق شده‌است.»

## مسئولیت روشنفکران
مفهوم دیگری توسط زبان‌شناس و روشنفکر مشهور نوام چامسکی در مقاله‌ای که در کتاب نقد نیویورک در ۲۳ فوریه ۱۹۶۷ به عنوان مکمل ویژه انتشار یافت، با عنوان "مسئولیت روشنفکران " معرفی شد. چامسکی استدلال می‌کند که روشنفکران باید خود را مسئول جستجوی حقیقت و افشای دروغ‌ها بدانند.